# W moich ramionach
W moich ramionach – album koncertowy wydany w formie CD i DVD zawierający zapis spektaklu muzycznego, który odbył się 14 marca 1999 roku w Teatrze Polskim we Wrocławiu w czasie XX Przeglądu Piosenki Aktorskiej (PPA).

## Tło powstania
Koncert formacji Nick Cave i przyjaciele zatytułowany W moich ramionach odbył się jako jedno z wydarzeń uświetniających jubileuszową, dwudziestą edycję Przeglądu Piosenki Aktorskiej we Wrocławiu.
Tytuł albumu to jednocześnie tytuł jednego z utworów wykonanych podczas koncertu. Kierownictwo muzyczne i przygotowanie aranżacji utworów Cave’a powierzono Mateuszowi Pospieszalskiemu, a przekładów dokonali Aleksander i Roman Kołakowscy. Za scenariusz i reżyserię odpowiadał Jerzy Bielunas.

Lista wybranych piosenek zaintrygowała mnie. To niesamowity zestaw. Niektóre piosenki uważam za ryzykowne, za bardzo trudne do tego stopnia, że sam boję się je wykonywać, bo trudno jest mi wydobyć ich charakter. Doprawdy śpiewanie ich to prawdziwe wyzwanie.

W 2001 roku koncert został wydany w formie płyty kompaktowej, a 5 lat później w formie płyty DVD. Wersja DVD różni się jednak od wersji audio – usunięto utwory wykonywane przez Mariusza Lubomskiego i Wojciecha Waglewskiego, dodano natomiast 8 utworów wykonanych samodzielnie przez Cave’a oraz wywiad przeprowadzony z nim przez Romana Rogowieckiego we Wrocławiu przy okazji koncertu jubileuszowego Przeglądu Piosenki Aktorskiej.

## Wykonawcy
- Nick Cave – muzyka i teksty
- Stanisław Sojka
- Mariusz Lubomski
- Anna Maria Jopek
- Maciej Maleńczuk
- Agnieszka Matysiak
- Wojciech Waglewski
- Kinga Preis
- Mariusz Drężek
- Kazik

- zespół muzyczny pod kierunkiem Mateusza Pospieszalskiego:
  - Wojciech Karolak
  - Janusz Yanina Iwański
  - Antoni Gralak
  - Przemysław Greger
  - Radosław Marciński
  - Karim Martusewicz
  - Adam Prucnal
  - Zbigniew Brysiak
  - Piotr Waglewski

- Wrocławska Orkiestra Kameralna „Leopoldinum”

## Lista utworów
CD
| 1.  | „W moich ramionach” („Into My Arms”)                         | 5:11    |
|     | Stanisław Sojka / Nick Cave                                  |         |
| 2.  | „Święty Huck” („Saint Huck”)                                 | 9:13    |
|     | Mariusz Lubomski                                             |         |
| 3.  | „Henry Lee”                                                  | 3:42    |
|     | Anna Maria Jopek / Maciej Maleńczuk                          |         |
| 4.  | „Deszczowy klaun” („The Carny”)                              | 7:14    |
|     | Agnieszka Matysiak                                           |         |
| 5.  | „Krwawa prawa dłoń” („Red Right Hand”)                       | 7:20    |
|     | Wojciech Waglewski                                           |         |
| 6.  | „Przekleństwo Millhaven” („The Curse of Millhaven”)          | 6:38    |
|     | Kinga Preis                                                  |         |
| 7.  | „Bar O’Malleya” („O’Malley’s Bar”)                           | 10:46   |
|     | Mariusz Drężek                                               |         |
| 8.  | „Krzesło łaski” („The Mercy Seat”)                           | 4:27    |
|     | Kazik                                                        |         |
| 9.  | „Tam, gdzie rosną dzikie róże” („Where The Wild Roses Grow”) | 3:36    |
|     | Anna Maria Jopek / Maciej Maleńczuk                          |         |
| 10. | „Pieśń o płaczu” („The Weeping Song”)                        | 5:03    |
|     | Stanisław Sojka / Nick Cave                                  |         |
|     |                                                              | 1:03:10 |
|     |                                                              |         |
DVD
| 1.  | „Into My Arms” („W moich ramionach”)                         | 5:07    |
|     | Stanisław Sojka / Nick Cave                                  |         |
| 2.  | „The Carny” („Deszczowy klaun”)                              | 7:12    |
|     | Agnieszka Matysiak                                           |         |
| 3.  | „Henry Lee”                                                  | 4:33    |
|     | Anna Maria Jopek / Maciej Maleńczuk                          |         |
| 4.  | „The Curse of Millhaven” („Przekleństwo Millhaven”)          | 6:31    |
|     | Kinga Preis                                                  |         |
| 5.  | „The Mercy Seat” („Krzesło łaski”)                           | 4:22    |
|     | Kazik                                                        |         |
| 6.  | „O’Malley’s Bar” („Bar O’Malleya”)                           | 10:49   |
|     | Mariusz Drężek                                               |         |
| 7.  | „Where The Wild Roses Grow" („Tam, gdzie rosną dzikie róże”) | 4:42    |
|     | Anna Maria Jopek / Maciej Maleńczuk                          |         |
| 8.  | „The Weeping Song” („Pieśń o płaczu”)                        | 4:44    |
|     | Stanisław Sojka / Nick Cave                                  |         |
| 9.  | „The Ships” („Statki”)                                       | 3:24    |
|     | Nick Cave                                                    |         |
| 10. | „Brompton Oratory” („Katakumby w Brompton”)                  | 3:10    |
|     | Nick Cave                                                    |         |
| 11. | „West Country Girl” („Dziewczyna z nieznanych krain”)        | 2:21    |
|     | Nick Cave                                                    |         |
| 12. | „People Ain’t No Good” („Ludzie niedobrzy są”)               | 5:35    |
|     | Nick Cave                                                    |         |
| 13. | „The Mercy Seat” („Krzesło łaski”)                           | 4:46    |
|     | Nick Cave                                                    |         |
| 14. | „Far From Me” („Tak daleko stąd”)                            | 5:18    |
|     | Nick Cave                                                    |         |
| 15. | „Into My Arms” („W moich ramionach”)                         | 4:36    |
|     | Nick Cave                                                    |         |
| 16. | „Dead Joe” („Trup Joe”)                                      | 4:13    |
|     | Nick Cave                                                    |         |
|     |                                                              | 1:21:23 |
|     |                                                              |         |